# Carcedo de Bureba
Carcedo de Bureba település Spanyolországban, Burgos tartományban. Carcedo de Bureba Llano de Bureba, Rojas, Galbarros, Rublacedo de Abajo, Valle de las Navas, Merindad de Río Ubierna, Abajas és Poza de la Sal községekkel határos. Lakosainak száma 37 fő (2024).

## Népesség
A település népessége az utóbbi években az alábbiak szerint változott:
| Lakosok száma | 48   | 46   | 42   | 43   | 51   | 49   | 45   | 42   | 45   | 37   |
|               | 2001 | 2004 | 2006 | 2009 | 2011 | 2014 | 2016 | 2019 | 2021 | 2024 |